# ويد هامبتون الأول
ويد هامبتون الأول هو سياسي أمريكي، ولد في 1754 في كارولاينا الجنوبية في الولايات المتحدة، وتوفي في 4 فبراير 1835 في كولومبيا في الولايات المتحدة. نشط حزبياً في الحزب الجمهوري الديمقراطي. وقد انتخب عضو مجلس النواب الأمريكي ‏.